# Terminalia kuhlmannii
Espèce
Statut de conservation UICN

 VU (Needs updating) D2 : Vulnérable
Terminalia kuhlmannii est une espèce de plantes à fleurs du genre Terminalia de la famille des Combretaceae. C'est un arbre endémique du Brésil.

## Répartition
Cette espèce est endémique du Brésil où elle est présente dans les états de Bahia, Espírito Santo et Rio de Janeiro.